# Einsatzführungsdienst der Luftwaffe

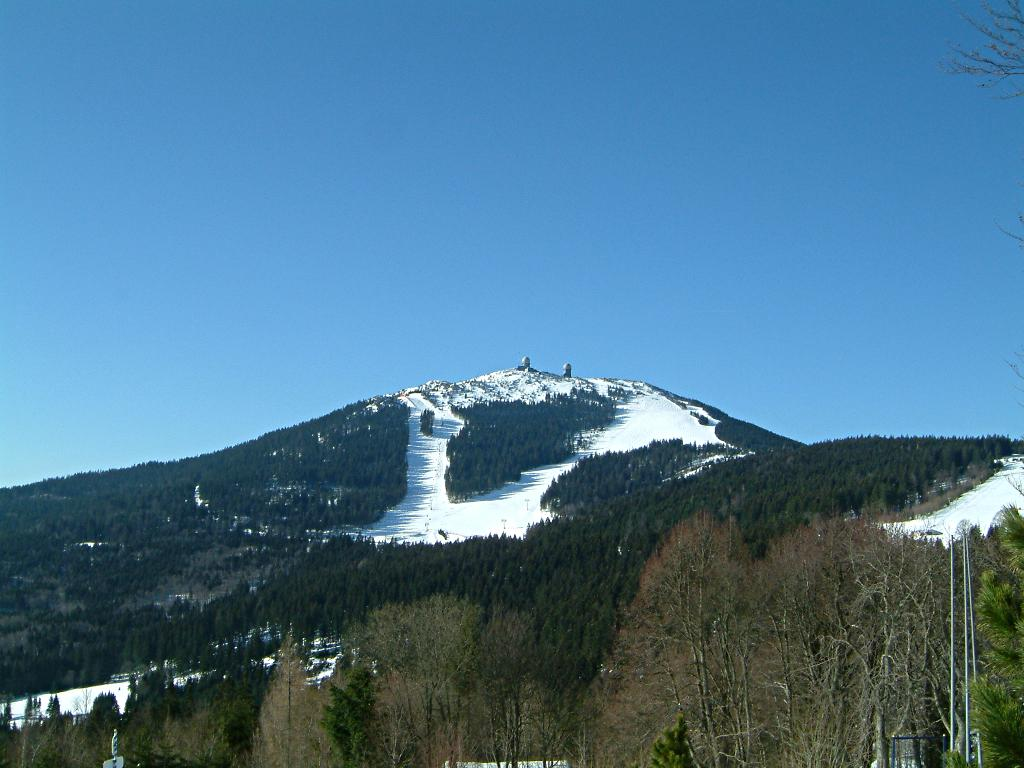
Großer Arber mit den beiden Radarkuppeln des AbgTZg 133

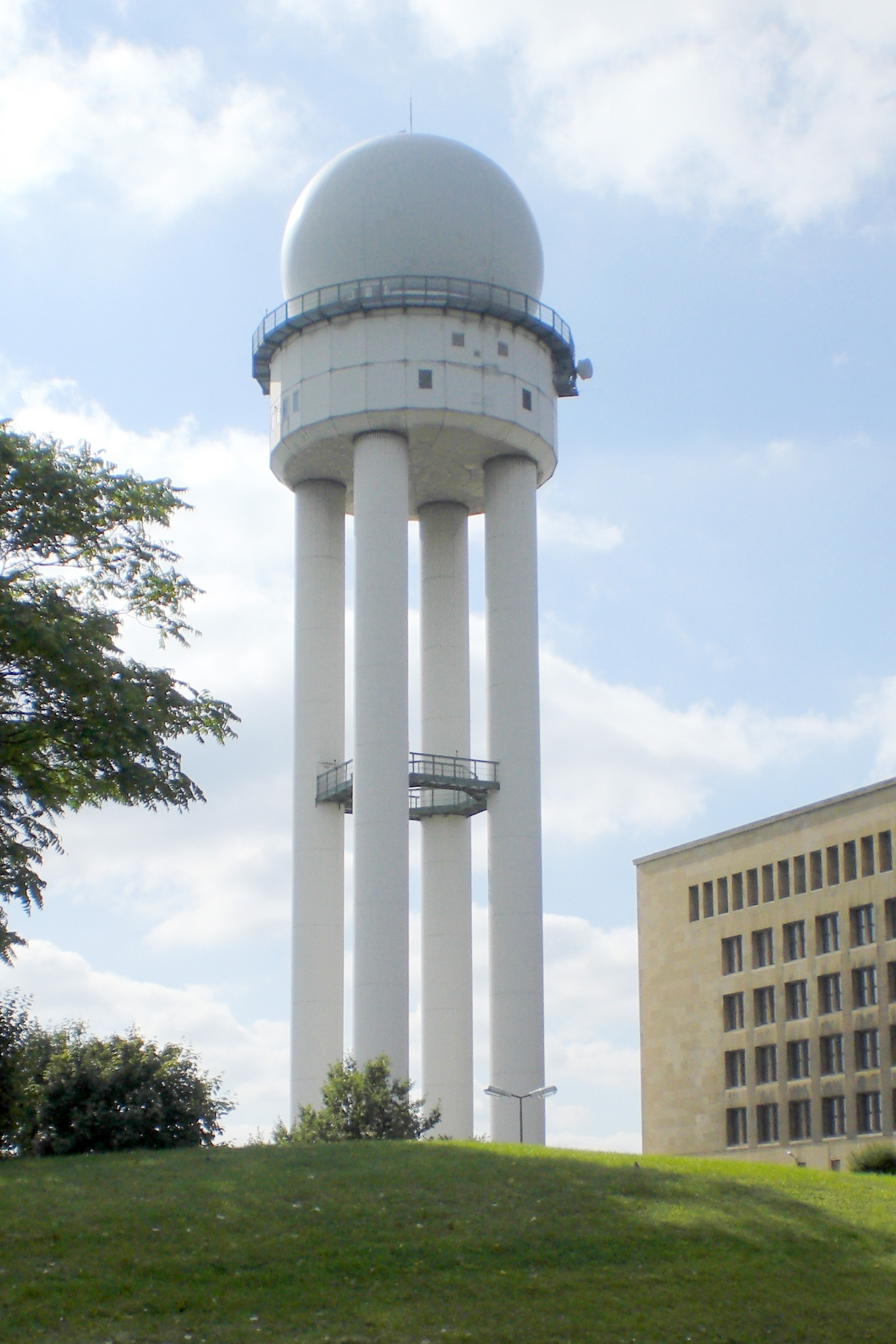
RRP 117, AbgTZg 353 Berlin Tempelhof

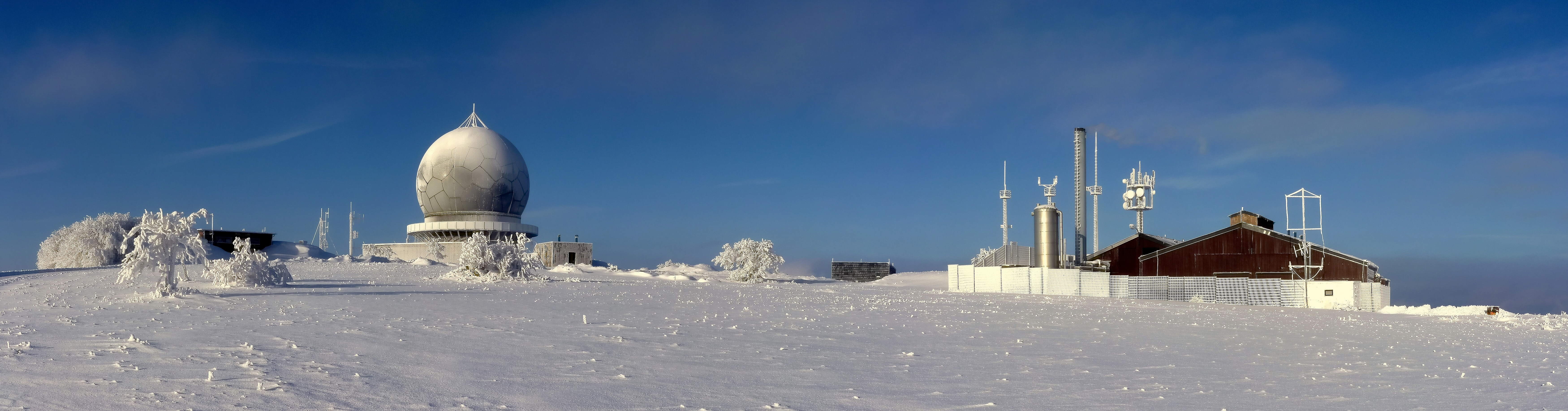
Ehemaliger Radarturm auf der Wasserkuppe

Der Einsatzführungsdienst der Luftwaffe (EinsFüDstLw) ist ein Dienstteilbereich der deutschen Luftwaffe. Die Führung erfolgt durch Luftraumüberwachungszentralen mit der NATO-Bezeichnung Control and Reporting Centre (CRC).

## Auftrag
Als integraler Bestandteil der NATO-Luftverteidigung ist die Hauptaufgabe die Überwachung von zugewiesenen Lufträumen sowie die Koordination von Maßnahmen der Luftverteidigung.
CRC
CRC (englisch Control and Reporting Centre) oder Luftraumüberwachungszentralen sind das terrestrische Pendant zum luftgestützten NATO-Airborne Warning and Control System (AWACS). Für die bodengebundene NATO-AWACS-Komponente stellen EinsFüDstLw und CRC den Großteil des Operator-Personals bereit.
Dabei erfolgt der Einsatz im durchgängigen 24-Stundenbetrieb, 7 Tage die Woche, an 365 Tagen im Jahr und wird lediglich im Rahmen von Übungen und Wartung ausgesetzt. Der Zuständigkeitsbereich wird in solchen Fällen und bei Bedarf durch ein anderes CRC wahrgenommen, um weiterhin eine lückenlose Abdeckung des Luftraumes sicherzustellen.
Die CRC verfügen über FüWES Lw. Dort werden militärische und zivile Radar- und Flugplandaten zu einem identifizierten Luftlagebild aufbereitet und dargestellt. Dazu werden alle Luftfahrzeuge, Flugkörper und Flugobjekte erfasst und identifiziert. Das Luftlagebild wird als Recognized Air Picture über- und untergeordneten Gefechtsständen und Dienststellen zur Verfügung gestellt.
Sollte im Friedensbetrieb die Sichtidentifikation eines Luftfahrzeugs nötig sein, veranlasst das übergeordnete Combined Air Operations Centre (CAOC) über das CRC den Quick Reaction Alert einer Alarmrotte und die Leitung des Abfangeinsatzes. Hierbei besteht eine enge Zusammenarbeit mit den Kontrollstellen der zivilen Flugsicherung und dem Bundesministerium des Innern, für Bau und Heimat.

## Geschichte
Der EinsFüDstLw ging aus dem Flugmelde- und -leitdienst (FlgM/LtDst) sowie dem späteren Radarführungsdienst (RadarFüDst) und dem Tieffliegermelde- und -leitdienst (TMLD) hervor.
Die Wiedervereinigung 1990 war verbunden mit der Übernahme der vollen Souveränität für den gesamten Luftraum. Damit stand die Luftwaffe vor massiven Herausforderungen. Die Integration des Radarführungsdienstes der NVA-Luftstreitkräfte (Originalbezeichnung Funktechnische Truppen – FuTT) – vor dem Hintergrund der geänderten Bedrohungs- und Finanzlage – bei einer gleichzeitigen Reduzierung von Personalstärke und Waffensystemen – musste unter hohem Zeitdruck ablaufen.
Zunächst wurden die Funktechnischen Bataillone (FuTB) zu den Radarführungabteilungen 31 in Parchim, 32 in Sprötau, 33 in Pragsdorf und 34 in Schönewalde umstrukturiert. Die restlichen FuTB wurden außer Dienst gestellt und aufgelöst. Einzelne Standorte wie beispielsweise die örtliche Funktechnische Kompanie 311 in Döbern wurden ebenfalls weiter betrieben.
Mit der veränderten Bedrohungslage und der Transformation des Radarführungsdienstes zum heutigen EinsFüDstLw in West und Ost wurden die Radarstandorte, CRC und EinsFüBer im Rahmen von Luftwaffenstrukturanpassungen bis 2010 ständig zurückgefahren, wobei der Personalbestand ebenfalls verringert werden musste.

## Verbände, Dienststellen und Ausrüstung
Der EinsFüDstLw verfügt über Einsatzführungsbereiche (EinsFüBer auch EFB), CRC, stationäre Sensoren und mobile Radaranlagen der Typen Ground Master 406F, HADR, RRP 117 und RAT 31DL.
Ein EinsFüBer entspricht einem Verband auf Regimentsebene.

### Ausrüstung
Als Air Command and Control System wird das GIADS verwendet. Das bis 2010 noch teilweise verwendet ARKONA (FüWES) kommt nur noch im Rahmen von Deployable Air Situation Display and Interface Processor System (DASDIPS) zum Einsatz.
Weiter im CRC verwendete Systeme sind CRC System Interface (CSI), CIMACT und ASGW. Die Radarsensordaten werden über das militärische Radardatennetz (MilRADNET) und über das zivile RADNET der DFS übertragen. Zudem verfügen die CRC über diverse Anbindungen taktischer Datenlinks (TDL) und das Have Quick-kompatible Second generation Anti-Jam Tactical UHF Radio for NATO (SATURN).

## Führungszentrale Nationale Luftverteidigung
Vorgesetztes Einsatzkommando für nationale Missionen ist seit 1. Juli 2003 die Führungszentrale Nationale Luftverteidigung (FüZNatLV) in Uedem als militärischer Beitrag zum Nationalen Lage- und Führungszentrum für Sicherheit im Luftraum (NLFZ SiLuRa).

### EinsFüBer 1
Der Einsatzführungsbereich 1 war in der Zollernalb-Kaserne in Meßstetten stationiert. In seiner Verantwortung stand in der Regel die Überwachung des süddeutschen Luftraums und die enge Koordination mit den südlichen Nachbarstaaten Deutschlands.
Gemäß dem Konzept zur Stationierung der Bundeswehr in Deutschland 2011 des Bundesministers der Verteidigung vom 26. Oktober 2011 wurde der Betrieb des Einsatzführungsbereichs 1 am 1. Oktober 2013 eingestellt und der Verband mit Wirkung zum 31. Dezember 2013 aufgelöst.
Siehe hierzu

### EinsFüBer 2
Der Einsatzführungsbereich 2 in Erndtebrück (Hachenberg-Kaserne) (⊙) stellt neben den Einsatzaufgaben auch die zentrale Ausbildungsstätte für den EinsFüDstLw. In der Hachenberg-Kaserne wird die lehrgangsgebundene Ausbildung für Unteroffiziere, Feldwebel und der Offiziere des EinsFüDst Lw sowie den Tactical Air Command and Control Sector (TACCS) einige NATO-Partner durchgeführt.
In der Hachenberg-Kaserne ist auch der Dienstsitz für das Systemzentrum 25 (SysZ 25).
Siehe hierzu

### EinsFüBer 3
Der Einsatzführungsbereich 3 ist in Schönewalde (Holzdorf) stationiert und ist für die Luftraumüberwachung im Osten Deutschlands in Koordination mit den östlichen Nachbarn verantwortlich. Das CRC befindet sich im Bunker Harald.
Siehe hierzu

### Verlegefähiges CRC
Neben dem stationären verbunkerten Gefechtsstand in Schönewalde verfügt der EinsFüBer 3 zusätzlich am Standort Holzdorf über ein Deployable CRC (DCRC) mit EinsUstgKp. Das vollwertig mit GIADS, CSI, MilRADNET, TDL, SATURN und CIMACT ausgerüstete DCRC ist weltweit verlegbar und einsatzfähig.

### Struktur Einsatzführungsverband
Ein EinsFüBer gliedert sich in eine Einsatzführungsstaffel (EinsFüStff), in der die taktischen Aufgaben im CRC abgearbeitet werden, und eine Einsatzunterstützungsstaffel (EinsUstgStff). Ihm unterstehen Abgesetzte Technische Züge (AbgTZg), die den Betrieb der zum Teil weit vom CRC entfernten Radar- und Fernmeldeanlagen sicherstellen.
Der Kommandeur eines EinsFüBer/CRC ist in der Regel ein Oberst. Dem Kommandeur steht ein Stab zur Seite.

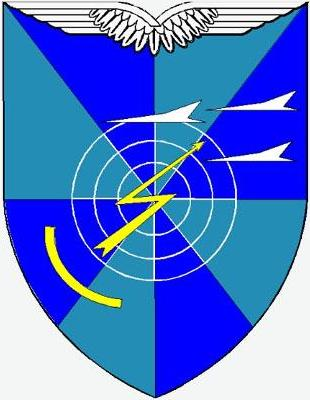
Wappen des EFB 4

### Besonderheit
Der EinsFüBer 4 in Aurich wurde am 17. Dezember 2010 außer Dienst gestellt und in der Folgezeit aufgelöst.

## Unterstellungsverhältnis und Zuständigkeit
Die EinsFü-Verbände mit dem jeweiligen CRC sind truppendienstlich dem  Zentrum Luftoperationen unterstellt. Zur Erfüllung nationaler Missionen unterstehen die CRC dem Nationalen Lage- und Führungszentrum für Sicherheit im Luftraum, ebenfalls beim Zentrum Luftoperationen der Luftwaffe.
Die CRC sind bereits im Friedensbetrieb NATO Command Forces, das heißt, sie sind für den Einsatz unmittelbar den übergeordneten NATO Combined Air Operations Centre (CAOC) unterstellt.
Im Fall einer erforderlichen Übernahme der in rein nationaler Verantwortung wahrzunehmenden Missionen, wie beispielsweise Renegade Aircraft Investigation, geht die Verantwortung auf die FüZNatLV über, die ihrerseits für den konkreten Einsatzfall dem Inspekteur der Luftwaffe als German Air Defence Commander untersteht.
Die militärisch operationelle Richtlinien- und Weisungskompetenz geht vom Luftwaffenführungskommando aus. Beschaffung und Nutzungsmanagement der Radaranlagen, FüWES Lw und Beistellsysteme einschließlich Softwarepflege und Änderung (SWPÄ) sowie Konfigurationskontrolle fallen in die Zuständigkeit Waffensystemkommando der Luftwaffe.